# Рутову (комуна)
3°53′ пд. ш. 29°51′ сх. д. / 3.883° пд. ш. 29.850° сх. д.
 Рутову — одна з комун найбільшої провінції Бурунді, Бурурі.. Центр — однойменне містечко Рутову. Тут знаходиться 21 «коліно, пагорб» (colline).